# シーズウェア (企業)
株式会社シーズウェア（シーズウェア、英文表記：Seedsware Corporation）とは、大阪府和泉市に本社を置く精密機械メーカーである。

## 概要
2000年（平成12年）に創業された精密機械メーカーである。創業以来、「安心と信頼」および「品質は経営の基盤」の2つを重要な要素と考え、常に高品質かつ安全・安心な製品をつくることを心がけ、FA用製品を中心に製品を開発・販売し続けている。2004年（平成16年）4月1日には、東京都内に出張所（現：東京営業所）を開設させ、その2か月後にはテクノステージ和泉に存在する現在の所在地に本社を移転させた。 2023年（令和5年）、株式会社ディ・エム・シーに吸収合併された。
なお、東京都千代田区に存在するゲームメーカーの株式会社姫屋ソフトが、同名のゲームブランドを扱っているが無関係である。

## 沿革
- 2000年（平成12年）12月1日 - 株式会社シーズウェアを設立
- 2004年（平成16年）4月1日 - 東京都内で「東京出張所」を開設
- 2004年（平成16年）6月1日 - 大阪府和泉市内のテクノステージ和泉に存在する現在の社屋にて業務を開始
- 2005年（平成17年）4月11日 - ISO9001認証取得
- 2007年（平成19年）2月5日 - 「東京出張所」を「東京営業所」に改称
- 2017年（平成29年） - 大阪府大阪市浪速区難波に企画開発部・営業部を移転
- 2023年（令和5年） - 株式会社ディ・エム・シーに吸収合併され、社名をディ・エム・シーに変更。和泉本社は和泉工場へ名称変更。大阪府大阪市中央区本町に技術部・営業部を移転。

## 主な事業

### 各種ハードウェア
- タッチパネルの設計・製作
- パネルコンピューター設計・製作
- LCDコントローラ設計・製作
- 各種制御基板設計・製作
- 成型品（樹脂・板金筐体）設計・製作

### 各種ソフトウェア
- 各種OS用ドライバ開発
- Linux用アプリケーション開発
- Windows CE用アプリケーション開発
- Microsoft Windows用アプリケーション開発
- Webサーバ用ソフトウェア開発
- その他、各種OS用ソフトウェアの受託開発

## 全国の営業拠点
- いずれも、2011年（平成23年）1月現在のものである。
  - 東京営業所 
    - 所在地：〒113-0034 東京都文京区湯島1-2－4　セントビル9F

  - 大阪サテライトオフィス 
    - 所在地：〒542-0082 大阪市中央区島之内1-22-20 堺筋ビルディング6F
株式会社ディ・エム・シー 大阪営業所内

  - 名古屋サテライトオフィス 
    - 所在地：〒456-0013 愛知県名古屋市熱田区外土居町9-14 トキワ外土居ビル304
株式会社ディ・エム・シー 名古屋営業所内